# Torslanda
Torslanda est une localité de la commune de Göteborg. Elle est peuplée de 10 129 habitants. On y trouve notamment l'usine Volvo de Torslanda. Le principal aéroport de Göteborg s'y trouvait avant l'ouverture de l'aéroport de Landvetter en 1977.

## Personnalités liées
- Victor Leksell (1997-), chanteur suédois.
- Elizabeth Stride y est née.